# Delafé
Delafé sono un duo indie pop di Barcellona composto da Oscar D'Aniello e Dani Acedo. Il gruppo ha utilizzato in passato i nomi Facto, Delafé y Las Flores Azules e Delafé y las Flores Azules.

## Storia
Fondato inizialmente come un trio dal nome Facto, Delafé y Las Flores Azules nel 2002 da Marc Barrachina (in arte Facto), Oscar D'Aniello (Delafé) e Helena Miquel (Las Flores Azules), raggiunsero il successo in Spagna nel 2004 con la loro prima canzone Mar El Poder del Mar.
Nel 2005 uscì il loro primo album El monstruo de las ramblas, seguito nel 2007 da En la luz de la mañana.
Nel 2010 Barrachina lasciò il gruppo, che cambiò il nome in Delafé y las Flores Azules e pubblicò il proprio terzo album Las trompetas de la muerte.
Nel 2013 è stato pubblicato il loro quarto album De ti sin mí - De mí sin ti e nel 2014 la loro prima raccolta Estonosepara, in celebrazione dei dieci anni di carriera.
Nel 2015 Helena Miquel decide di mettere da parte la musica per dedicarsi alla recitazione ed è sostituita da Dani Acedo. Il nome del progetto viene definitivamente cambiato in Delafé. Nel 2016 viene pubblicato l'album La fuerza irresistible 
e nel 2019 l'album Hay Un Lugar.

## Discografia

### Album in studio
- 2005 – El monstruo de las ramblas
- 2007 – En la luz de la mañana
- 2010 – Las trompetas de la muerte
- 2013 – De ti sin mí - De mí sin ti
- 2016 – La fuerza irresistible
- 2019 – Hay Un Lugar

### Raccolte
- 2014 – Estonosepara